# Ctenotus rimacolus
Ctenotus rimacolus (тріщинний гребневухий сцинк) — вид сцинкоподібних ящірок родини сцинкових (Scincidae). Ендемік Австралії.

## Підвиди
Виділяють два підвиди:
- Ctenotus rimacolus camptris Horner & Fisher, 1998;
- Ctenotus rimacolus rimacolus Horner & Fisher, 1998.

## Поширення і екологія
Тріщинні гребневухі сцинки мешкають на північному сході Західної Австралії та на північному заході Північній Території, в басейнах річок Орд та Вікторія. Вони живуть на луках і в рідколіссях, що ростуть на розтрісканих глинистих ґрунтах.